# Flueggea spirei
Flueggea spirei är en emblikaväxtart som beskrevs av Lucien Beille. Flueggea spirei ingår i släktet Flueggea och familjen emblikaväxter.
Artens utbredningsområde är Laos. Inga underarter finns listade i Catalogue of Life.